# 政治算術
政治算術（せいじさんじゅつ、Political Arithmetic）とは、イングランドで17世紀に開発された統計学的な社会の把握と将来予測の手法である。政治的解剖（せいじてきかいぼう）とも呼ばれる。社会構造・動態を数値に置き換えて国力を測り、将来予測を立てる政治算術は、後の社会学・統計学など社会科学諸分野の基礎を築いた。

## 概要
政治算術は、17世紀後半にジョン・グラントにより発明され、グラントの盟友であったウィリアム・ペティによって広められ、18世紀には広く使われた。「政治算術」という言葉は、1670年代に執筆されて没後の1690年に刊行されたペティの同名の著書に由来している。当時確立しつつあった主権国家を1つの生命体とみなしてこれを解剖学のように分析を行い、その国家が持つ国力とその未来予想を行うことによって将来の国家の動向を予想しようとしたのである。特に重要視されたのは人口で、その多寡は国家の将来に大きく影響すると考えられていた（ジョン・グラントの最初の研究は、ロンドンにおける生命保険の死亡表の動向であった）。その後、18世紀にはいると、プロシアのヨハン・ジュースミルヒらによって研究が深められ、イングランド（イギリス）では「人口論争」を巻き起こして国勢調査が行われるきっかけともなった。
政治算術は、扱われた数値は客観性がとぼしく、人口予測にいたってはノアの方舟によって残った8人の人類と当時の人口を比較して増加率を求めるといった現代科学からみると不備もあったものの、他国との比較を行って政策提言を論理面で補強するなど、いくつかの重要な役割も果たした。19世紀になると統計学などの充実に伴い、政治算術は発展的解消を遂げたが、グレゴリー・キング（英語: Gregory King）、パトリック・カフーン（英語: Patrick Colquhoun）らの残したデータは今でも重要な歴史史料として使われている。また、人文地理学や計量経済学、社会学の成立などに与えた影響も大きい。
政治算術は、不完全ながらも客観性の重要さを主張した点で、それまでの学問と異なる。また将来予測の設定は、必然的に進歩史観とむすびつき、社会の発展とその限界を描き出した。